# Dehiwala-Mount Lavinia
Dehiwala-Mount Lavinia é uma cidade localizada no subúrbio de Colombo, capital do Sri Lanka. Em 2012 a cidade contava com quase 246.000 habitantes em seu território.